# Calificările pentru Campionatul European de Fotbal sub 19 2011 (runda de calificare)
Runda de calificare pentru calificările de elită ale Campionatul European de Fotbal sub 19 2011 s-a desfășurat între 28 septembrie și 30 octombrie 2010. Cele 52 de echipe au fost împărțite în 13 grupe de patru. La finalul acestei runde de calificare cele mai bine clasate două echipe din fiecare grupă, plus cele mai bine clasate două echipe de pe locul trei au obținut calificarea pentru runda elită.

## Grupele

### Grupa 1
| Echipa       | M | V | E | Î | GM | GP | G  | Pct |
| ------------ | - | - | - | - | -- | -- | -- | --- |
| Turcia       | 3 | 2 | 1 | 0 | 10 | 5  | +5 | 7   |
| Țara Galilor | 3 | 1 | 2 | 0 | 6  | 5  | +1 | 5   |
| Islanda      | 3 | 1 | 0 | 2 | 6  | 4  | +2 | 3   |
| Kazahstan    | 3 | 0 | 1 | 2 | 2  | 10 | −8 | 1   |

| Turcia                          | 3 – 3   | Țara Galilor                                      |
| ------------------------------- | ------- | ------------------------------------------------- |
| Bekdemir 7' Özbek 59' Demir 61' | Cronica | Holloway 57' Bradshaw 90+1' Matthews 90+4' (pen.) |

| Islanda                                            | 4 – 0   | Kazahstan |
| -------------------------------------------------- | ------- | --------- |
| Finsen 13', 61' Yeoman 24' Thorarinsson 33' (pen.) | Cronica |           |

| Turcia                                           | 5 – 1   | Kazahstan   |
| ------------------------------------------------ | ------- | ----------- |
| Bekdemir 44', 82' Șahiner 47' Gülle 51' Sari 58' | Cronica | Baitana 38' |

| Țara Galilor                     | 2 – 1   | Islanda                 |
| -------------------------------- | ------- | ----------------------- |
| Bodin 56' (pen.) Chamberlain 80' | Cronica | Thorarinsson 35' (pen.) |

| Islanda      | 1 – 2   | Turcia               |
| ------------ | ------- | -------------------- |
| Emilsson 48' | Cronica | Demir 57' Sari 90+4' |

| Kazahstan   | 1 – 1   | Țara Galilor    |
| ----------- | ------- | --------------- |
| Sariyev 67' | Cronica | Chamberlain 51' |

### Grupa 2
| Echipa        | M | V | E | Î | GM | GP | G   | Pct |
| ------------- | - | - | - | - | -- | -- | --- | --- |
| Estonia       | 3 | 2 | 0 | 1 | 6  | 2  | +4  | 6   |
| Norvegia      | 3 | 2 | 0 | 1 | 9  | 4  | +5  | 6   |
| Scoția        | 3 | 2 | 0 | 1 | 11 | 5  | +6  | 6   |
| Liechtenstein | 3 | 0 | 0 | 3 | 0  | 15 | −15 | 0   |

| Scoția                                                                           | 7 – 0   | Liechtenstein |
| -------------------------------------------------------------------------------- | ------- | ------------- |
| Brennan 31' Keatings 42', 55', 67' (pen.) McGregor 61' McGeouch 89' Hilson 90+1' | Cronica |               |

| Norvegia | 0 – 2   | Estonia        |
| -------- | ------- | -------------- |
|          | Cronica | Belov 40', 56' |

| Liechtenstein | 0 – 5   | Norvegia                                      |
| ------------- | ------- | --------------------------------------------- |
|               | Cronica | Valsvik 21' Nielsen 28' Bakenga 42', 61', 66' |

| Scoția                  | 2 – 1   | Estonia    |
| ----------------------- | ------- | ---------- |
| Hilson 37' McGregor 47' | Cronica | Rättel 79' |

| Norvegia                            | 4 – 2   | Scoția                                  |
| ----------------------------------- | ------- | --------------------------------------- |
| Gulbrandsen 20' Hopen 48', 56', 77' | Cronica | Keatings 35' (pen.) Ødegaard 81' (o.g.) |

| Estonia                     | 3 – 0   | Liechtenstein |
| --------------------------- | ------- | ------------- |
| Rättel 12', 50' Luigend 25' | Cronica |               |

### Grupa 3
| Echipa      | M | V | E | Î | GM | GP | G  | Pct |
| ----------- | - | - | - | - | -- | -- | -- | --- |
| Portugalia  | 3 | 1 | 2 | 0 | 6  | 3  | +3 | 5   |
| Grecia      | 3 | 1 | 1 | 1 | 2  | 2  | 0  | 4   |
| Azerbaidjan | 3 | 1 | 1 | 1 | 5  | 3  | +2 | 4   |
| Georgia     | 3 | 1 | 0 | 2 | 1  | 6  | −5 | 3   |

| Grecia | 0 – 1   | Georgia         |
| ------ | ------- | --------------- |
|        | Cronica | Okriashvili 89' |

| Portugalia          | 2 – 2   | Azerbaidjan                |
| ------------------- | ------- | -------------------------- |
| Pinto 78' Bruma 87' | Cronica | Seyidov 28' Isgandarov 48' |

| Grecia        | 1 – 0   | Azerbaidjan |
| ------------- | ------- | ----------- |
| Bougaidis 41' | Cronica |             |

| Georgia | 0 – 3   | Portugalia                       |
| ------- | ------- | -------------------------------- |
|         | Cronica | Esgaio 23' Betinho 35' Bruma 61' |

| Portugalia | 1 – 1   | Grecia      |
| ---------- | ------- | ----------- |
| Barros 7'  | Cronica | Vellios 49' |

| Azerbaidjan                   | 3 – 0   | Georgia |
| ----------------------------- | ------- | ------- |
| Gross 54' Isgandarov 75', 79' | Cronica |         |

### Grupa 4
| Echipa    | M | V | E | Î | GM | GP | G  | Pct |
| --------- | - | - | - | - | -- | -- | -- | --- |
| Ucraina   | 3 | 2 | 0 | 1 | 4  | 2  | +2 | 6   |
| Rusia     | 3 | 2 | 0 | 1 | 7  | 5  | +2 | 6   |
| Danemarca | 3 | 2 | 0 | 1 | 5  | 3  | +2 | 6   |
| Suedia    | 3 | 0 | 0 | 3 | 2  | 8  | −6 | 0   |

| Rusia                                            | 4 – 2   | Suedia             |
| ------------------------------------------------ | ------- | ------------------ |
| Ivannikov 7' Kozlov 54' Kireyev 80' Bocharov 90' | Cronica | Hiljemark 42', 60' |

| Ucraina             | 2 – 0   | Danemarca |
| ------------------- | ------- | --------- |
| Budkivskiy 33', 76' | Cronica |           |

| Suedia | 0 – 1   | Ucraina    |
| ------ | ------- | ---------- |
|        | Cronica | Ordets 68' |

| Rusia      | 1 – 2   | Danemarca                 |
| ---------- | ------- | ------------------------- |
| Kozlov 63' | Cronica | Dumić 89' Offenberg 90+3' |

| Ucraina       | 1 – 2   | Rusia          |
| ------------- | ------- | -------------- |
| Karavayev 37' | Cronica | Nurov 57', 72' |

| Danemarca                             | 3 – 0   | Suedia |
| ------------------------------------- | ------- | ------ |
| Andersen 5' (o.g.) Hvilsom 68', 90+1' | Cronica |        |

### Grupa 5
| Echipa                | M | V | E | Î | GM | GP | G  | Pct |
| --------------------- | - | - | - | - | -- | -- | -- | --- |
| Belarus               | 3 | 2 | 0 | 1 | 5  | 4  | +1 | 6   |
| Macedonia de Nord     | 3 | 1 | 1 | 1 | 2  | 4  | –2 | 4   |
| Cehia                 | 3 | 1 | 1 | 1 | 3  | 1  | +2 | 4   |
| Bosnia și Herțegovina | 3 | 0 | 2 | 1 | 2  | 3  | −1 | 2   |

| Belarus                | 2 – 1   | Bosnia și Herțegovina |
| ---------------------- | ------- | --------------------- |
| Hlyabko 10' Bombel 55' | Cronica | Seferović 32'         |

| Cehia | 0 – 1   | Macedonia de Nord |
| ----- | ------- | ----------------- |
|       | Cronica | Simonovski 50'    |

| Belarus                              | 3 – 0   | Macedonia de Nord |
| ------------------------------------ | ------- | ----------------- |
| Hlyabko 58' Yevlash 75' Shatalov 90' | Cronica |                   |

| Bosnia și Herțegovina | 0 – 0   | Cehia |
| --------------------- | ------- | ----- |
|                       | Cronica |       |

| Cehia                              | 3 – 0   | Belarus |
| ---------------------------------- | ------- | ------- |
| Krejčí 74' Šustr 86' Jeleček 90+1' | Cronica |         |

| Macedonia de Nord       | 1 – 1   | Bosnia și Herțegovina |
| ----------------------- | ------- | --------------------- |
| Huseinspahić 45' (o.g.) | Cronica | Seferović 8'          |

### Grupa 6
| Echipa            | M | V | E | Î | GM | GP | G  | Pct |
| ----------------- | - | - | - | - | -- | -- | -- | --- |
| Ungaria           | 3 | 2 | 0 | 1 | 3  | 1  | +2 | 6   |
| Polonia           | 3 | 1 | 1 | 1 | 2  | 2  | 0  | 4   |
| Republica Moldova | 3 | 1 | 1 | 1 | 3  | 6  | −3 | 4   |
| Finlanda          | 3 | 1 | 0 | 2 | 6  | 5  | +1 | 3   |

| Ungaria | 0 – 1   | Republica Moldova |
| ------- | ------- | ----------------- |
|         | Cronica | Dima 45+1'        |

| Polonia               | 2 – 0   | Finlanda |
| --------------------- | ------- | -------- |
| Żyro 23' Pietrzak 82' | Cronica |          |

| Ungaria  | 1 – 0   | Finlanda |
| -------- | ------- | -------- |
| Elek 43' | Cronica |          |

| Republica Moldova | 0 – 0   | Polonia |
| ----------------- | ------- | ------- |
|                   | Cronica |         |

| Polonia | 0 – 2   | Ungaria              |
| ------- | ------- | -------------------- |
|         | Cronica | Kovács 3' Ponczók 4' |

| Finlanda                                                             | 6 – 2   | Republica Moldova |
| -------------------------------------------------------------------- | ------- | ----------------- |
| Väyrynen 3' Nieminen 42', 56' Jenkinson 46' Rexhepi 79' Lehtonen 84' | Cronica | Rața 26', 60'     |

### Grupa 7
| Echipa         | M | V | E | Î | GM | GP | G  | Pct |
| -------------- | - | - | - | - | -- | -- | -- | --- |
| Italia         | 3 | 3 | 0 | 0 | 8  | 2  | +6 | 9   |
| Croația        | 3 | 1 | 1 | 1 | 5  | 6  | −1 | 4   |
| Letonia        | 3 | 1 | 0 | 2 | 4  | 5  | −1 | 3   |
| Insulele Feroe | 3 | 0 | 1 | 2 | 3  | 7  | −4 | 1   |

| Croația               | 2 – 2   | Insulele Feroe           |
| --------------------- | ------- | ------------------------ |
| Jakoliš 42' Mance 65' | Cronica | Sørensen 35' Hansson 82' |

| Italia                | 2 – 1   | Letonia        |
| --------------------- | ------- | -------------- |
| Carraro 11' Verdi 71' | Cronica | Lonščakovs 52' |

| Italia                                     | 3 – 0   | Insulele Feroe |
| ------------------------------------------ | ------- | -------------- |
| De Vitis 22' Libertazzi 54' De Sciglio 60' | Cronica |                |

| Letonia        | 1 – 2   | Croația                       |
| -------------- | ------- | ----------------------------- |
| Lonščakovs 16' | Cronica | Čulina 45+2' Mance 87' (pen.) |

| Croația   | 1 – 3   | Italia                                      |
| --------- | ------- | ------------------------------------------- |
| Mance 88' | Cronica | Bašić 9' (o.g.) Spezzani 21' Libertazzi 85' |

| Insulele Feroe | 1 – 2   | Letonia                                |
| -------------- | ------- | -------------------------------------- |
| Sørensen 31'   | Cronica | Omeļjanovičs 45+1' (pen.) Halimons 86' |

### Grupa 8
| Echipa  | M | V | E | Î | GM | GP | G  | Pct |
| ------- | - | - | - | - | -- | -- | -- | --- |
| Belgia  | 3 | 3 | 0 | 0 | 8  | 2  | +6 | 9   |
| Anglia  | 3 | 2 | 0 | 1 | 11 | 3  | +8 | 6   |
| Cipru   | 3 | 0 | 1 | 2 | 1  | 8  | −7 | 1   |
| Albania | 3 | 0 | 1 | 2 | 1  | 8  | −7 | 1   |

| Anglia                                                               | 6 – 1   | Albania             |
| -------------------------------------------------------------------- | ------- | ------------------- |
| McEachran 16' Kane 18', 72' Wickham 44' Shelvey 78' (pen.) Afobe 88' | Cronica | Shkurtaj 76' (pen.) |

| Belgia                                  | 4 – 1   | Cipru        |
| --------------------------------------- | ------- | ------------ |
| Cerigioni 8', 64' Lusala 62' Hazard 68' | Cronica | Roushias 37' |

| Cipru | 0 – 4   | Anglia                         |
| ----- | ------- | ------------------------------ |
|       | Cronica | Afobe 4', 33', 74' Shelvey 54' |

| Belgia                    | 2 – 0   | Albania |
| ------------------------- | ------- | ------- |
| Cerigioni 75' Vermijl 83' | Cronica |         |

| Anglia   | 1 – 2   | Belgia                          |
| -------- | ------- | ------------------------------- |
| Ngoo 86' | Cronica | Mpoku 45+6' Van der Bruggen 88' |

| Albania | 0 – 0   | Cipru |
| ------- | ------- | ----- |
|         | Cronica |       |

### Grupa 9
| Echipa        | M | V | E | Î | GM | GP | G   | Pct |
| ------------- | - | - | - | - | -- | -- | --- | --- |
| Țările de Jos | 3 | 3 | 0 | 0 | 7  | 0  | +7  | 9   |
| Slovacia      | 3 | 2 | 0 | 1 | 5  | 2  | +3  | 6   |
| Slovenia      | 3 | 1 | 0 | 2 | 4  | 3  | +1  | 3   |
| Malta         | 3 | 0 | 0 | 3 | 0  | 11 | −11 | 0   |

| Slovacia                                           | 4 – 0   | Malta |
| -------------------------------------------------- | ------- | ----- |
| Kamenčík 41' Mikinič 45+1' Škvarka 62' Vrablec 90' | Cronica |       |

| Țările de Jos        | 2 – 0   | Slovenia |
| -------------------- | ------- | -------- |
| Lukoki 63' Maher 90' | Cronica |          |

| Țările de Jos                  | 3 – 0   | Malta |
| ------------------------------ | ------- | ----- |
| Isoufi 52' Castaignos 55', 86' | Cronica |       |

| Slovenia | 0 – 1   | Slovacia        |
| -------- | ------- | --------------- |
|          | Cronica | Vilkovsky 90+2' |

| Slovacia | 0 – 2   | Țările de Jos            |
| -------- | ------- | ------------------------ |
|          | Cronica | Martins Indi 3' John 54' |

| Malta | 0 – 5   | Slovenia                                      |
| ----- | ------- | --------------------------------------------- |
|       | Cronica | Stančič 7', 37' Jelenič 33', 42' Valenčič 90' |

### Grupa 10
| Echipa    | M | V | E | Î | GM | GP | G   | Pct |
| --------- | - | - | - | - | -- | -- | --- | --- |
| Serbia    | 3 | 3 | 0 | 0 | 7  | 0  | +7  | 9   |
| Irlanda   | 3 | 2 | 0 | 1 | 7  | 2  | +5  | 6   |
| Bulgaria  | 3 | 1 | 0 | 2 | 4  | 5  | −1  | 3   |
| Luxemburg | 3 | 0 | 0 | 3 | 0  | 11 | −11 | 0   |

| Republica Irlanda                                                 | 5 – 0   | Luxemburg |
| ----------------------------------------------------------------- | ------- | --------- |
| Brady 35' (pen.) McDonnell 37' McGinty 45+1' Rafter 80' Walsh 90' | Cronica |           |

| Serbia                                | 3 – 0   | Bulgaria |
| ------------------------------------- | ------- | -------- |
| Brašanac 23' Milunović 82' Mrkela 90' | Cronica |          |

| Republica Irlanda     | 2 – 1   | Bulgaria  |
| --------------------- | ------- | --------- |
| McGinty 48' Brady 77' | Cronica | Amzin 40' |

| Luxemburg | 0 – 3   | Serbia                                       |
| --------- | ------- | -------------------------------------------- |
|           | Cronica | Milunović 31' Despotović 35' Stoiljković 75' |

| Serbia        | 1 – 0   | Irlanda |
| ------------- | ------- | ------- |
| Milunović 71' | Cronica |         |

| Bulgaria                                       | 3 – 0   | Luxemburg |
| ---------------------------------------------- | ------- | --------- |
| Milanov 12' Pochanski 45' Kapitanov 78' (pen.) | Cronica |           |

### Grupa 11
| Echipa   | M | V | E | Î | GM | GP | G   | Pct |
| -------- | - | - | - | - | -- | -- | --- | --- |
| Spania   | 3 | 3 | 0 | 0 | 12 | 0  | +12 | 9   |
| Israel   | 3 | 2 | 0 | 1 | 4  | 3  | +1  | 6   |
| Armenia  | 3 | 1 | 0 | 2 | 1  | 6  | −5  | 3   |
| Lituania | 3 | 0 | 0 | 3 | 0  | 8  | −8  | 0   |

| Israel                    | 3 – 0   | Armenia |
| ------------------------- | ------- | ------- |
| Agajev 2' Dor 5' Amar 85' | Cronica |         |

| Spania                                                       | 6 – 0   | Lituania |
| ------------------------------------------------------------ | ------- | -------- |
| Morata 4' Isco 15', 29' Vikaitis 17' (o.g.) Sarabia 61', 84' | Cronica |          |

| Spania                      | 3 – 0   | Armenia |
| --------------------------- | ------- | ------- |
| Morata 15', 52' Sarabia 53' | Cronica |         |

| Lituania | 0 – 1   | Israel   |
| -------- | ------- | -------- |
|          | Cronica | Yair 26' |

| Israel | 0 – 3   | Spania                    |
| ------ | ------- | ------------------------- |
|        | Cronica | Sarabia 48' Isco 71', 79' |

| Armenia         | 1 – 0   | Lituania |
| --------------- | ------- | -------- |
| Manucharyan 65' | Cronica |          |

### Grupa 12
| Echipa     | M | V | E | Î | GM | GP | G   | Pct |
| ---------- | - | - | - | - | -- | -- | --- | --- |
| Franța     | 3 | 3 | 0 | 0 | 6  | 0  | +6  | 9   |
| Muntenegru | 3 | 1 | 1 | 1 | 6  | 3  | +3  | 4   |
| Austria    | 3 | 1 | 1 | 1 | 5  | 2  | +3  | 4   |
| San Marino | 3 | 0 | 0 | 3 | 0  | 12 | −12 | 0   |

| Franța                              | 3 – 0   | San Marino |
| ----------------------------------- | ------- | ---------- |
| Derouard 21' Saadi 66' Mignon 90+2' | Cronica |            |

| Austria         | 1 – 1   | Muntenegru |
| --------------- | ------- | ---------- |
| Offenbacher 22' | Cronica | Mugoša 39' |

| Franța                  | 2 – 0   | Muntenegru |
| ----------------------- | ------- | ---------- |
| Kebano 17' Derouard 42' | Cronica |            |

| San Marino | 0 – 4   | Austria                                    |
| ---------- | ------- | ------------------------------------------ |
|            | Cronica | Zulj 11', 53' Offenbacher 36' Aschauer 69' |

| Austria | 0 – 1   | Franța       |
| ------- | ------- | ------------ |
|         | Cronica | Belfodil 26' |

| Muntenegru                                   | 5 – 0   | San Marino |
| -------------------------------------------- | ------- | ---------- |
| Mugoša 17', 57' Pržica 34' Vukčević 66', 89' | Cronica |            |

### Grupa 13
| Echipa          | M | V | E | Î | GM | GP | G   | Pct |
| --------------- | - | - | - | - | -- | -- | --- | --- |
| Germania        | 3 | 2 | 1 | 0 | 14 | 3  | +11 | 7   |
| Elveția         | 3 | 1 | 2 | 0 | 8  | 2  | +6  | 5   |
| Irlanda de Nord | 3 | 1 | 1 | 1 | 3  | 3  | 0   | 4   |
| Andorra         | 3 | 0 | 0 | 3 | 1  | 18 | −17 | 0   |

| Germania                                                                                 | 10 – 0  | Andorra |
| ---------------------------------------------------------------------------------------- | ------- | ------- |
| Volland 36', 66', 85', 90' Thy 44', 78' Leitner 60', 71' Mustafi 68' Ferreira 82' (o.g.) | Cronica |         |

| Elveția | 0 – 0   | Irlanda de Nord |
| ------- | ------- | --------------- |
|         | Cronica |                 |

| Germania                  | 2 – 1   | Irlanda de Nord |
| ------------------------- | ------- | --------------- |
| Leitner 59' Mustafi 90+3' | Cronica | McAlinden 87'   |

| Andorra | 0 – 6   | Elveția                                                                   |
| ------- | ------- | ------------------------------------------------------------------------- |
|         | Cronica | Charrua 1' (o.g.) Benito 18' Seferović 29', 70' Mijatović 42' Freuler 71' |

| Elveția                        | 2 – 2   | Germania          |
| ------------------------------ | ------- | ----------------- |
| Xhaka 14' Rodriguez 35' (pen.) | Cronica | Kachunga 19', 70' |

| Irlanda de Nord          | 2 – 1   | Andorra     |
| ------------------------ | ------- | ----------- |
| McAlinden 45' Gray 90+5' | Cronica | Marinho 60' |

### Clasamentul echipelor de pe locul trei
| Grp | Echipa            | M | V | E | Î | GM | GP | G  | Pct |
| --- | ----------------- | - | - | - | - | -- | -- | -- | --- |
| 6   | Republica Moldova | 2 | 1 | 1 | 0 | 1  | 0  | +1 | 4   |
| 5   | Cehia             | 2 | 1 | 0 | 1 | 3  | 1  | +2 | 3   |
| 2   | Scoția            | 2 | 1 | 0 | 1 | 4  | 5  | −1 | 3   |
| 4   | Danemarca         | 2 | 1 | 0 | 1 | 2  | 3  | −1 | 3   |
| 3   | Azerbaidjan       | 2 | 0 | 1 | 1 | 2  | 3  | −1 | 1   |
| 12  | Austria           | 2 | 0 | 1 | 1 | 1  | 2  | −1 | 1   |
| 13  | Irlanda de Nord   | 2 | 0 | 1 | 1 | 1  | 2  | −1 | 1   |
| 1   | Islanda           | 2 | 0 | 0 | 2 | 2  | 4  | −2 | 0   |
| 7   | Letonia           | 2 | 0 | 0 | 2 | 2  | 4  | −2 | 0   |
| 9   | Slovenia          | 2 | 0 | 0 | 2 | 0  | 3  | −3 | 0   |
| 10  | Bulgaria          | 2 | 0 | 0 | 2 | 1  | 5  | −4 | 0   |
| 11  | Armenia           | 2 | 0 | 0 | 2 | 0  | 6  | −6 | 0   |
| 8   | Cipru             | 2 | 0 | 0 | 2 | 1  | 8  | −7 | 0   |